# Syneches simplex
Syneches simplex är en tvåvingeart som beskrevs av Walker 1852. Syneches simplex ingår i släktet Syneches och familjen puckeldansflugor. Inga underarter finns listade i Catalogue of Life.